# Садаев, Джайнак Садаевич
Джайнак Садаевич Садаев (кирг. Жайнак Саадаев; июнь 1893, с. Бурана, Пишпекский уезд, Семиреченская область — февраль 1938, Фрунзе, Киргизская ССР, СССР) — киргизский советский общественный и государственный деятель, председатель Пишпекского уездного исполкома (1924—1925).

## Биография
Родился в селе Бурана Токмакской волости Пишпекского уезда Семиреченской области (ныне Чуйского района Чуйской области).
Учился в мусульманской начальной школе с 1908 по 1914 года.
- 1907—1914 — батрак у разных лиц, баев.
- 1914 — сезонный чернорабочий в Чуйской долине.
- С 1914 — служил в царской армии, на окопных работах.
- 1917—1918 — служил в Красной гвардии Орловской губернии.
- Начало 1918 — рядовой красногвардейских отрядов в боях с Оренбургским атаманом Дутовым.
- 1918 — в РККА: рядовой Пишпекского полка, участвовал в боях на Лепсинском и Капальском участках Северного Семиреченского фронта, в подавлении Беловодского восстания.
- 1919—1920 — окончил Краткосрочные 6-месячные Туркестанские краевые партийные курсы в Ташкенте.
- 1920 — окончил Курсы при НКВД ТАССР.
- 1920—21 — инспектор Туркестанской краевой милиции, начальник команды связи Нарынского фронта (подавление Нарынского восстания), помощник уполномоченного следственной части Токмакского политбюро ГПУ.
- 1921—1922 — ответственный секретарь Токмакского райкома, ответ. секр. Пишпекского укома Компартии Туркестана.
- 1922—1923 — предедседатель Пишпекского уездного Союза «Кошчи».
- С 17 апреля 1923 — ответственный секретарь Алма-Атинского укома КПТ.
- ? — 30 октябрь 1923 — ответственный секретарь Пишпекского укома КПТ и, одновременно, пред. укома союза бедноты «Кошчи».
- С 30 октября 1923 — только председатель Пишпекского укома «Кошчи».
- 1923—1924 — председатель Пишпекского уездного исполкома.
- 16 декабря 1924—1925 — председатель Киргизского областного Союза «Кошчи».
- 27 марта 1925—августе 1928 — 2-й ответственный секретарь Киргизского обкома ВКП(б).
- С 31 марта 1925 — одновременно и член президиума Киргизского облисполкома.
- В мае-июне, августе 1925 — врид. 1-й секретарь Киргизского обкома ВКП(б).
- 1928—1930 — учился на курсах марксизма-ленинизма в Москве.
- 1930 — заместитель председателя ЦИК Киргизской АССР.
- Апрель 1930—1933 — председатель Контрольной Комиссии Киробкома - нарком рабоче-крестьянской инспекции - 2-й зам. пред. ЦИК Киргизии.
- 2-й зам. председатель ЦИК КирАССР.
- С 12 мая 1931 «персонально ответственный за проведение работ по оседанию кочевых животноводческих хозяйств в Сталинском районе» (назначен решением бюро Киробкома).
- 1933—1934 — инструктор Средне-Азиатского бюро ЦК ВКП(б).
- 1934—1935 — 1-й секретарь Карабалтинского райкома в Киргизии.

20 сентября 1935 году бюро Киробкома ВКП(б) приняло решение - «снять с работы с вынесением строгого выговора с предупреждением... за приупление классовой бдительности, грубое администрирование, за безобразное состояние партийно-массовой работы, как не оправдавшего доверия».
Член Средне-Азиатского бюро ЦК ВКП(б) (январь 1926—декабрь 1928).
Член Президиума КирЦИК 1 созыва (с 12 марта 1927).
17 ноября 1935 г. бюро Киробкома постановило — «исключить из партии Садаева как неискоренимого буржуазного националиста»
В 19 августа 1937 арестован и в феврале 1938 г. «тройкой» НКВД КирССР приговорен к ВМН, расстрелян.

## Примечание
1. ↑  САДАЕВ Жайнак (Джайнак) Садаевич | ЦентрАзия. centrasia.org. Дата обращения: 25 октября 2023.
2. ↑  Павел Дятленко. THE INFLUENCE OF REHABILITATION OF REPRESSED OFFICIALS ON HISTORICAL AND CULTURAL POLICY IN THE KYRGYZ SSR AT THE END OF 1950S -1960S // Вестник КРСУ. — 2020-01-01.